# Streets of Denver (Pepsi Center)
Streets of Denver (Pepsi Center) war eine temporäre Motorsport-Rennstrecke die von 2002 bis 2006 alljährlich für ein Rennen der Champ-Car-Serie in der US-amerikanischen Metropole Denver im Bundesstaat Colorado rund um die Mehrzweckhalle der heutigen Ball Arena - seinerzeit noch als Pepsi Center bezeichnet - eingerichtet wurde.

## Geschichte
Die Strecke war der dritte Straßen- bzw. Stadtkurs in Denver nach dem 1909 lediglich einmal benutzen, 23,3  km langen Straßenkurs bei Brighton und dem 1990 und 1991 für 2 CART-Events benutzten Stadtkurs am Civic Center. Während die ersten beiden Rennen noch auf einem 2,651 km langen Kurs ausgetragen wurden, änderte sich die Streckenlänge 2004 nach einer leichten Modifikation des Turn 5 geringfügig auf 2,667 km.
Im Rahmenprogramm der Champcars traten die Formula Atlantic Serie (2002–2006), die Trans-Am-Serie (2002–2005), die Formula BMW (2003–2006) und die Speed World Challenge Tourenwagen Serie (2005–2006) an.
Für 2007 war ebenfalls ein Grand Prix of Denver geplant, dieser wurde aber wegen Terminproblemen Anfang des Jahres abgesagt.

## Streckencharakteristik
Die Strecke führte auf gesperrten öffentlichen Straßen und einem Parkplatz rund um das Pepsi Center. Der Stadtkurs wurde entgegen dem Uhrzeigersinn befahren.
Vom Start auf dem Parkplatz des Pepsi Centers ging es nach kurzer Gerade in eine enge Rechts-rechts-links-Kurvenkombination. Am Ende der folgenden kurzen Geraden war vor der Linkskurve auf der linken Seite die Einfahrt zur Boxengasse, die ausnahmsweise nicht auf Höhe von Start und Ziel lag. Die Boxengasse und die Strecke nutzten jeweils 2 Fahrspuren des Colorado Avalanche Blvd. Sodann folgte eine Linkskurve auf die 9th St nach der auch man durch Boxenausfahrt wieder auf die Strecke gelangte. Durch einen Kreisverkehr gelangte am rechts auf den Chopper Cir. Nach zwei Linkskurven kam man auf die lange Gegengerade, die parallel zu einer Bahntrasse verlief. Die letzte Linkskurve war eine Haarnadel auf die Zielgerade und bot die beste Überholmöglichkeit.

## Sieger des Grand Prix of Denver
- 2002 Bruno Junqueira, Lola, Toyota
- 2003 Bruno Junqueira, Lola, Ford-Cosworth
- 2004 Sébastien Bourdais, Lola, Ford-Cosworth
- 2005 Sébastien Bourdais, Lola, Ford-Cosworth
- 2006 A. J. Allmendinger, Lola, Ford-Cosworth